# NGC 1989
NGC 1989 este o brightest cluster galaxy⁠(d) situată în constelația Porumbelul. A fost descoperită în 28 ianuarie 1835 de către John Herschel. Se află la o distanță de 139,96 de megaparseci de Pământ.